# Алябанда (герб)
Алябанда (пол. Alabanda) — польский дворянский герб.

## Описание
В буром поле чёрная конская голова, влево, на серебряном полумесяце, обращенном рогами вверх. В навершии шлема пять страусовых перьев. Герб Алябанда (употребляют: Дулембы, Фрезеры) внесен в Часть 1 Гербовника дворянских родов Царства Польского, стр. 37.

## Герб используют
- Дулембы, в Люблинском Воеводстве оседлые. Из них Станислав Дулемба, Подчаший Мариенбургский, владел там в 1778 году деревнею Лазиска.
- Фрезеры, фамилия оседлая в Гнезненском Воеводстве. Матвей Фрезер в 1790 году купил у Николая Скорашевскаго земское имение Горжево и Острово, в том же Воеводстве лежащее, за 60 000 злотых.